# Pilocarpus giganteus
Pilocarpus giganteus är en vinruteväxtart som beskrevs av Adolf Engler. Pilocarpus giganteus ingår i släktet Pilocarpus och familjen vinruteväxter. Inga underarter finns listade i Catalogue of Life.